# Република Македонија на Светском првенству у атлетици у дворани 2016.
Македонија је учествовала на 16. Светском првенству у атлетици у дворани 2016. одржаном у Портланду (САД) од 17. до 20. марта. Репрезентацију Македоније на њеном петом учествовању на светским првенствима у дворани представљао је један атлетичар који се такмичио у трци на 400 метара.
На овом првенству Македонија није освојила ниједну медаљу, нити је оборен неки рекорд.

## Учесници
Мушкарци:
- Кристијан Ефремов — 400 м

## Резултати

### Мушкарци
| Атлетичар         | Дисциплина | Лични рекорд | Квалификације | Квалификације | Полуфинале           | Полуфинале           | Финале               | Финале       | Детаљи |
| Атлетичар         | Дисциплина | Лични рекорд | Резултат      | Место         | Резултат             | Место                | Резултат             | Место        | Детаљи |
| ----------------- | ---------- | ------------ | ------------- | ------------- | -------------------- | -------------------- | -------------------- | ------------ | ------ |
| Кристијан Ефремов | 400 м      | 49,49        | 50,28         | 5. у гр. 4    | Није се квалификовао | Није се квалификовао | Није се квалификовао | 26 / 26 (30) |        |